# 三鷹市立第四小学校
三鷹市立第四小学校（みたかしりつ だいよんしょうがっこう）は、東京都三鷹市にある公立小学校。通称「三鷹四小」と呼ばれ、三鷹市立南浦小学校、三鷹市立第六小学校、三鷹市立第一中学校と「連雀学園」の関係にあり、コミュニティスクール先進校として知られている。

## 沿革
- 1938年（昭和13年）7月21日 - 東三鷹尋常高等小学校分校として開校[1]。
- 1944年（昭和19年）1月23日 - 東京都北多摩郡三鷹第四国民学校として創立開校。
- 1947年（昭和22年）4月1日 - 学制改革により東京都北多摩郡三鷹第四小学校と改称。
- 1949年（昭和24年）7月10日 - 校歌制定。
- 1953年（昭和28年）
  - 4月1日 - 市条例施行により、三鷹市立第四小学校と改称。
  - 11月10日 - 創立10周年記念式典挙行。
- 1958年（昭和33年） - 学校給食が始まる。
- 1964年（昭和39年） - 三鷹で初めての鉄筋校舎と観察池が完成。
- 1967年（昭和42年） - 体育館竣工。
- 1968年（昭和43年） - 新校舎4階建て竣工。
- 1969年（昭和44年）
  - 3月11日 - 創立25周年記念式典挙行。
  - 日付不明 - プール竣工。
- 1973年（昭和48年）11月16日 - 創立30周年記念式典挙行し、祝賀会開催。
- 1984年（昭和59年）11月 - 創立40周年記念式典挙行し、祝賀会開催。
- 1987年（昭和62年） - 保健室と放送室を更新。
- 1991年（平成3年） - ランチルームと多目的ルームが完成。
- 1994年（平成6年）
  - 日付不明 - コンピュータ室が完成。
  - 11月4日 - 創立50周年記念式典挙行し、祝賀会開催。
- 1996年（平成8年）10月8日 - インターネット導入し、学校ホームページ開設。
- 1998年（平成10年）3月17日 - 校舎2階東側に学校図書館を移設し、改修が完了する。
- 1999年（平成11年） - 学校農園ができる。
- 2005年（平成17年）1月21日 - 創立60周年を祝う会開催。
- 2006年（平成18年）10月6日 - 多摩地区初の「学校運営協議会」設置校（コミュニティスクール）と指定。学校運営協議会「夢育コミュニティ」を設置。
- 2008年（平成20年）4月 - 小中一貫教育校「連雀学園」開園。
- 2014年（平成26年）11月14日 - 創立70周年記念式典挙行。
- 2018年（平成30年）11月17日 - 連雀学園10周年記念式典挙行。
- 2019年（平成31年)   2月15日-三鷹市教育委員会研究協力校連雀学園研究発表会
- 2024年（令和6年)    6月15日-創立80周年記念オープニングセレモニー開催

## 通学区域
- 下連雀 一丁目、二丁目、三丁目1～14番、四丁目1～10・13・14番[2]

## 進学先中学校
- 三鷹市立第一中学校

## 交通アクセス
- 「明星学園入口」バス停下車後、約110m・約2分。
  - 停車系統は、京王バス「吉14」系統と小田急バス「吉01」から「吉06」・「吉10」から「吉15」及び「宿44」・「（系統番号無し）三鷹駅 - 明星学園前」の各系統。
- 東日本旅客鉄道（JR東日本）中央本線・京王電鉄井の頭線吉祥寺駅から、上述の京王バス・小田急バスで、「明星学園入口」バス停下車後、徒歩。
- JR東日本中央本線三鷹駅から、徒歩約1.4km・約21分。